# Государ Великої Галявини (пам'ятка природи)
Госуда́р Вели́кої Галя́вини — ботанічна пам'ятка природи місцевого значення в Україні. Розташований на території міста Біла Церква Київської області, в межах дендропарку «Олександрія».
Площа 0,01 га. Статус присвоєно згідно з рішенням Київської обласної ради 22 червня 2017 року № 345-15-VII. Перебуває у віданні: Національний дендрологічний парк «Олександрія».
Статус присвоєно для збереження одного екземпляра вікового дуба, що зростає у північній частині Великої галявини парку «Олександрія».